# Winringen
Winringen település Németországban, Rajna-vidék-Pfalz tartományban. Lakosainak száma 59 fő (2023. december 31.).

## Népesség
A település népességének változása:
| Lakosok száma | 79   | 69   | 70   | 63   | 62   | 59   |
|               | 1975 | 2017 | 2019 | 2021 | 2022 | 2023 |